# Elecciones parlamentarias de Venezuela de 1998
Las elecciones parlamentarias de Venezuela de 1998 se celebraron, junto a las elecciones presidenciales, el domingo 8 de noviembre de 1998 para renovar el Congreso de la República de Venezuela, compuesto por el Senado y la Cámara de Diputados, siendo esta la última elección de dicho parlamento estando en vigencia la Constitución de 1961. 
Posteriormente a la promulgación de la nueva Constitución en 1999, las futuras elecciones parlamentarias se celebrarían para renovar a la Asamblea Nacional, legislatura vigente de carácter unicameral.

## Sistema electoral
Con un sistema enteramente proporcional para el Senado y mixto para la Cámara de Diputados, estas fueron las únicas elecciones parlamentarias regidas por la reforma a la Ley Orgánica del Sufragio y Participación Política publicada en Gaceta Oficial Extraordinaria N.º 5.233 del 28 de mayo de 1998. Tras la derogación de la Constitución de 1961 y la creación de un nuevo cuerpo legislativo (la Asamblea Nacional) regirían nuevas normas.

### Senado
Para la cámara alta fueron elegidos dos senadores por estado y dos por el distrito federal a través de listas proporcionales, además de una serie de senadores adicionales como método de corrección, de la siguiente manera: cada partido político o grupo de electores, así denominados en la ley, presentaba listas cerradas de candidatos por circunscripción conteniendo hasta el triple de los escaños a elegir (los cuales podían variar de dos a cinco senadores, sumando los adicionales), que luego eran adjudicados como ganadores según los mayores cocientes obtenidos de la división entre uno y dos del resultado de cada lista, en cada entidad, ordenados de manera global. Una vez finalizada esta cuenta primaria, se calculaba un Cociente Electoral Nacional para determinar cuáles partidos o grupos de electores tenían, con respecto a su número nacional de votos, una menor representación de la que les correspondería como porcentaje directo del Número Fijo de Representantes (esto es, 48 senadores, al ser dos por cada una de las 24 entidades federales); siendo:
{\displaystyle Cociente\,Electoral\,Nacional=\left({\frac {Total\ de\ Votos\ V{\acute {a}}lidos}{N{\acute {u}}mero\ Fijo\ de\ Representantes}}\right)}
Dividiendo entonces el total de votos obtenido a nivel nacional por cada partido o grupo de electores entre dicho cociente y asignando tantos senadores adicionales como números enteros adicionales a los senadores ya adjudicados se obtuvieran en dicha cuenta, estos les eran asignados en los estados donde, habiendo obtenido mayor número de votos en relación con la competencia, no hubiesen obtenido representación correspondiente, aunque en ningún caso podían ser asignados más de 3 senadores adicionales por partido o grupo de electores. En caso de alianzas con partidos o grupos de electores regionales, estos eran sumados al partido o grupo de electores nacionales que hubiese obtenido mayor número de votos en la alianza, para efectos del Total de Votos Válidos en el cálculo del Cociente Nacional Electoral. Los suplentes, dos por senador, eran electos del resto de candidatos en la lista.

### Cámara de Diputados
Para la elección de diputados fue utilizado un sistema proporcional similar, pero compartido con circunscripciones nominales; un sistema de voto paralelo y en bloque en el que ambas modalidades no tenían influencia entre sí. Se elegía por estado un número de diputados resultante de dividir el censo de habitantes entre una base poblacional fijada en 0,55%; sin embargo, de existir un residuo superior a la mitad de dicho cociente base, se sumaba un diputado adicional; además el número mínimo de diputados por entidad siempre debía ser igual tres. Obtenido el resultado, se dividía el mismo entre dos, siendo entonces la parte entera de esa división la cantidad de diputados a elegir nominalmente.
Las circunscripciones para esta elección podían ser uninominales o plurinominales según la exigencia de representación para la población contenida en las mismas, que debían estar conformadas por uno o varios municipios que en ningún caso podían dividirse para efectos electorales, siendo corregida a través de diputados adicionales cualquier disparidad originada por este principio. Acompañando a cada candidatura nominal debían ir dos candidatos a suplente, en fórmula.
En paralelo a esta elección se llevaba a cabo una votación de listas cerradas por estado para el resto de los diputados a elegir, que luego eran adjudicados como ganadores según los mayores cocientes obtenidos de la división entre uno, dos, tres y así sucesivamente, del resultado de cada lista, ordenados de manera global tal cual el sistema utilizado para el Senado. Luego de realizadas estas operaciones y adjudicaciones, se calculaba un "Cociente Electoral Nacional" tal cual el caso del Senado, siendo el "Número Fijo de Representantes" en este caso la división de la población total entre el cociente de base poblacional (0,55%) según hubiese sido aprobado por el Congreso con al menos 12 meses de antelación a las elecciones. Una vez obtenido el cociente, se dividía entonces el total de votos logrado por cada partido o grupo de electores entre el mismo, asignando tantos diputados adicionales como números enteros adicionales a los diputados ya adjudicados se obtuvieran en dicha cuenta, aunque en ningún caso podían asignarse más de 5 diputados adicionales por partido o grupo de electores. Los suplentes, dos por diputado, eran electos del resto de candidatos en la lista.

## Resultados

### Senado
| Partido                                      | Votos     | %    | Escaños | +/-   |
| -------------------------------------------- | --------- | ---- | ------- | ----- |
| Acción Democrática                           | 1 246 567 | 24,4 | 21      | +5    |
| Movimiento Quinta República                  | 1 008 693 | 19,8 | 8       | Nuevo |
| Copei                                        | 518 976   | 12,1 | 6       | -8    |
| Proyecto Venezuela                           | 518 235   | 10,2 | 3       | Nuevo |
| Movimiento al Socialismo                     | 465 977   | 9,1  | 5       | 0     |
| Patria Para Todos                            | 171 469   | 3,4  | 4       | Nuevo |
| La Causa Radical                             | 151 960   | 3,0  | 1       | -8    |
| Apertura a la Participación Nacional         | 123 948   | 2,4  | 1       | Nuevo |
| Convergencia                                 | 119 951   | 2,3  | 3       | -3    |
| Integración, Representación, Nueva Esperanza | 63 422    | 1,2  | 0       | Nuevo |
| Renovación                                   | 61 992    | 1,2  | 1       | Nuevo |
| Partido Comunista de Venezuela               | 24 929    | 0,5  | 1       | +1    |
| Organización Renovadora Auténtica            | 24 794    | 0,5  | 0       | 0     |
| Solidaridad Independiente                    | 24 384    | 0,5  | 0       | Nuevo |
| Unidos por los Derechos Humanos              | 21 550    | 0,4  | 0       | Nuevo |
| Movimiento de Integridad Nacional            | 19 138    | 0,4  | 0       | 0     |
| Unión Republicana Democrática                | 16 680    | 0,3  | 0       | 0     |
| Movimiento Electoral del Pueblo              | 15 140    | 0,3  | 0       | 0     |
| Gente Emergente                              | 9271      | 0,2  | 0       | 0     |
| Independientes por la Comunidad Nacional     | 7027      | 0,1  | 0       | Nuevo |
| Otros 257 partidos                           | 391 857   | 7,7  | 0       | –     |
| Votos nulos y en blanco                      | 776 201   | –    | –       | –     |
| Total                                        | 5 884 588 | 100  | 54      | +4    |
| Fuente: Nohlen                               |           |      |         |       |

### Cámara de Diputados
| Partido                                           | Votos     | %    | Escaños | +/-   |
| ------------------------------------------------- | --------- | ---- | ------- | ----- |
| Acción Democrática                                | 1 195 751 | 24,1 | 61      | +6    |
| Movimiento Quinta República                       | 986 131   | 19,9 | 35      | Nuevo |
| Copei                                             | 593 882   | 12,0 | 26      | -27   |
| Proyecto Venezuela                                | 518 235   | 10,4 | 20      | Nuevo |
| Movimiento al Socialismo                          | 440 665   | 8,9  | 24      | 0     |
| Patria Para Todos                                 | 171 091   | 3,4  | 11      | Nuevo |
| La Causa Radical                                  | 147 806   | 3,0  | 5       | -35   |
| Convergencia                                      | 122 242   | 2,5  | 6       | -20   |
| Apertura a la Participación Nacional              | 76 991    | 1,5  | 3       | Nuevo |
| Integración, Representación, Nueva Esperanza      | 62 738    | 1,3  | 3       | Nuevo |
| Renovación                                        | 61 704    | 1,2  | 2       | Nuevo |
| Unidos por los Derechos Humanos                   | 30 760    | 0,6  | 1       | Nuevo |
| Partido Comunista de Venezuela                    | 28 827    | 0,6  | 2       | Nuevo |
| Organización Renovadora Auténtica                 | 26 610    | 0,5  | 2       | +1    |
| Solidaridad Independiente                         | 24 729    | 0,5  | 1       | Nuevo |
| Unión Republicana Democrática                     | 19 195    | 0,4  | 1       | 0     |
| Movimiento de Integridad Nacional                 | 18 099    | 0,4  | 1       | 0     |
| Movimiento Electoral del Pueblo                   | 17 343    | 0,3  | 1       | 0     |
| Organización Fuerza en Movimiento                 | 397 205   | 8,0  | 1       | Nuevo |
| Movimiento por la Democracia Popular-Bandera Roja | 397 205   | 8,0  | 1       | Nuevo |
| Otros partidos                                    | 397 205   | 8,0  | 0       | –     |
| Votos nulos y en blanco                           | 828 631   | –    | –       | –     |
| Total                                             | 5 792 391 | 100  | 207     | +4    |
| Fuente: Nohlen                                    |           |      |         |       |

### Por entidad federal
Fuente: Consejo Nacional Electoral (Venezuela) 